# Алекперова, Шовкет Фейзулла кызы
Шовке́т Фейзулла́ кызы́ Алекпе́рова (азерб. Şövkət Feyzulla qızı Ələkbərova; 20 октября 1922, Баку, Азербайджанская ССР, ФССРЗ — 7 февраля 1993, там же) — азербайджанская певица, народная артистка Азербайджанской ССР (1959).

## Жизнь и творчество

Мемориальная доска на стене дома в Баку, в котором жила Шовкет Алекперова. Скульптор Натик Алиев

Шовкет Алекперова родилась 20 октября 1922 года в Баку. Она была третьим ребёнком в семье из шести детей. Её отец был большим поклонником музыки, а мать — профессиональной таристкой. Дети впоследствии также получили музыкальное образование. В раннем возрасте Алекперова играла на кяманче. В 1937 году она победила на певческом конкурсе, где её талант оценивали композитор Узеир Гаджибеков и певец Бюльбюль. После блестящего исполнения ею композиции «Карабах шикестеси» Гаджибеков принял Алекперову в новосозданный Азербайджанский государственный хор, в котором она и начала профессиональную карьеру певицы. Её наставниками были фольклорист и педагог Агалар Аливердибеков и оперный певец Гусейнкули Сарабский.
В годы Великой Отечественной войны Алекперова выезжала с гастролями на фронт, исполняя патриотические песни и нередко выступая до пятидесяти раз в день. С 1945 года она работала в Азербайджанской государственной филармонии. К 1950-м годам Алекперова была признана самой популярной исполнительницей азербайджанских народных и эстрадных песен. За свою творческую карьеру Алекперова посетила с гастролями более 20 стран в Европе, Азии и Африке. Успешно выступала во Франции, Шри-Ланке, Афганистане, Индии, Египте, Алжире, Турции, Польше. В её репертуар входят мугамы Сейгях, Гатар, Шахназ, а также песни азербайджанских композиторов и народов Средней Азии.
Шовкет Алекперова дважды была замужем. От первого брака родилась дочь Нателла (1944—1992). После того как муж Алекперовой военный врач ушёл на фронт и создал новую семью, они развелись. В 1955 году 33-летняя Алекперова вышла замуж за 35-летнего режиссёра Лятифа Сафарова. От брака у Алекперовой родился сын Башир. После самоубийства второго мужа в 1963 году певица больше не выходила замуж и всю свою жизнь посвятила детям и музыкальной карьере. Внезапная смерть дочери Нателлы в 1992 году отрицательно сказалась на слабеющем здоровье Алекперовой, пережившей дочь всего на год.

## Память
В мае 2014 года вблизи Стамбула, на судоверфи в турецком городе Ялова был спущен на воду танкер «Шовкет Алекперова», принадлежащий Группе компаний Palmali. По инициативе владельца Группы компаний Palmali, азербайджанского бизнесмена Мубариза Мансимова танкеру было присвоено имя выдающейся азербайджанской певицы, народной артистки Азербайджанской ССР Шовкет Алекперовой.

## Песни
Популярные песни в её исполнении:
- «Ахшам» («Вечер»)
- «Айрылыг» («Разлука»)
- «Бир кёнуль сындырмышам» («Разбила одно сердечко»)
- «Гадан алым»
- «Гель сехерим» («Приди, утро»)
- «Дерелер» («Долины»)
- «Джаннетим Гарабах» («Мой рай – Карабах»)
- «Сен меним, мен сенин» («Я твоя, ты мой»)
- «Сенсен урейим» («Ты — моё сердце»)
- «Тез гель» («Приди»)

## Фильмография
- Айгюн (1960)
- Азербайджан эллери (1976)
- Баку баглары. Шувелан (2007)
- Догма халгыма (1954)
- Встреча (1955)
- Ийирмиалтылар (1966)
- Кёроглы (1960)
- Кёльгелере сурунур (1958)
- Маэстро Ниязи (2007)
- Махны беле йараныр (1957)
- Mюджрю (1973)
- Гызмар гюнеш алтында (1957)
- Ону багышламаг олармы? (1959)
- Охуйур Шовкет Алекперова (1970)
- Мачеха (1958)
- Пайыз концерты (1962)
- Сес (1988)
- Шеки (1977)